# Giovanni Scuderi
Giovanni Scuderi (Avola, 24 maggio 1935) è un politico italiano, segretario generale del Partito Marxista-Leninista Italiano, da lui fondato il 10 aprile 1977 a Firenze.

## Biografia
Giovanni Scuderi, dipendente dell'azienda municipalizzata per lo smaltimento dei rifiuti di Firenze, comincia la sua militanza politica nella corrente di sinistra della Democrazia Cristiana, dal 1959 al 1964. Nel 1967 insieme ad altri militanti (i "quattro pionieri" del PMLI) entrò nella Federazione dei comunisti marxisti-leninisti d'Italia, dalla quale uscì nel 1968 per entrare nel Partito Comunista d'Italia (marxista-leninista), di cui divenne segretario provinciale di Firenze. Ebbe un duro scontro con Angiolo Gracci, che poi fonderà il Partito Comunista d'Italia (marxista-leninista) - Linea Rossa, ma successivamente criticò anche Fosco Dinucci, segretario del Partito Comunista d'Italia.
Nel 1969, promosse la fondazione dell'Organizzazione Comunista Bolscevica Italiana marxista-leninista, di cui divenne segretario generale, e de Il Bolscevico, di cui fu primo direttore politico. Si fece sostenitore dell'unità dei maoisti italiani contro il revisionismo del PCI e dei partiti della sinistra parlamentare, ma i suoi appelli restarono perlopiù inascoltati dall'allora "galassia marxista-leninista". Quando, nel 1977, l'OCBI m-l divenne Partito Marxista-Leninista Italiano, Giovanni Scuderi ne divenne segretario generale, ed egli detiene tuttora questa carica. Negli anni ottanta si avvicinò a questo partito anche Enio Sardelli.
Nel 1998, tributò un omaggio all'ex dittatore cambogiano Pol Pot in occasione della sua dipartita.
Nell'ambito della lotta politica maoista, ha scritto alcuni saggi per il seminario internazionale sul pensiero di Mao. Vive a Firenze, città in cui è ubicata la sede centrale del PMLI. Durante il V Congresso del dicembre 2008 è stato riconfermato all'unanimità alla carica di segretario.

## Procedimenti giudiziari
- Nel 1970 venne processato per propaganda sovversiva, in quanto aveva pubblicato su Il Bolscevico un documento elettorale dal titolo Il potere politico nasce dalla canna del fucile (celebre frase di Mao). Successivamente quello stesso anno, venne processato per violazione delle disposizioni sulla stampa, in quanto non era iscritto all'albo dei giornalisti. Verrà nuovamente multato nel 1975.
- Nel 1972 fu processato per vilipendio al capo dello Stato, ma non vi fu autorizzazione a procedere.
- Nel 1974 venne nuovamente processato per propaganda sovversiva e condannato a diversi mesi di reclusione. A questa condanna si aggiungerà successivamente quella di vilipendio alla magistratura.
- Nel 1986 venne condannato con Patrizia Pierattini (direttrice responsabile de Il Bolscevico) per istigazione ai militari a disobbedire alle leggi, in quanto aveva invitato i soldati a disertare nel caso l'Italia avesse attaccato la Libia. Il PMLI attivò una raccolta di firme a loro favore, sostenuta anche da Democrazia Proletaria.
- Nel 1990 lui, Mino Pasca e Monica Martenghi vennero processati per offesa al prestigio del presidente della Repubblica, in quanto avevano accusato Francesco Cossiga di essere in collusione con la P2.